# 傅恕
傅恕（？—？），字如心，鄞（今浙江宁波）人，明朝初年学者。

## 生平
學通經史，與同郡烏斯道、鄭真皆有文名。洪武二年（1369年）上陳“治道十二策”，曰：正朝廷、重守令、馭外蕃、增祿秩、均民田、更法役、黜異端、易服制、興學校、慎選舉、罷榷鹽、停榷茶。明太祖朱元璋嘉奖并采纳了这一建议，于是任命他修编《元史》，與同乡張文海併入史館。修史事畢，授博野知縣，後坐累死。